# Pleurophora pusilla
Pleurophora pusilla là một loài thực vật có hoa trong họ Lythraceae. Loài này được Hook. & Arn. miêu tả khoa học đầu tiên.